# Pfadfindergesetz
Das Pfadfindergesetz ist ein Kernbestandteil der Pfadfindermethode, die als System fortschreitender Selbsterziehung definiert wird. In diesem System steckt das Pfadfindergesetz einen Orientierungsrahmen ab, nach dem die Pfadfinder ihr Leben gestalten.
Ursprünglich wurde das Pfadfindergesetz vom Gründer der Pfadfinderbewegung, Robert Baden-Powell, formuliert. Darauf aufbauend haben verschiedene Pfadfinderverbände eigene Formulierungen entwickelt, die sich inhaltlich meist nur geringfügig unterscheiden.

## Das Original von Robert Baden-Powell
(Mit einer möglichst engen deutschen Übersetzung)

“A Scout's honour is to be trusted.”

„Auf die Ehre eines Pfadfinders ist Verlass.“

“A Scout is loyal to the King, and to his officers, and to his parents, his Country, his employers, and to those under his orders.”

„Ein Pfadfinder ist treu gegenüber dem (britischen) König und dessen Beamten, seinen Eltern, seinem Land, seinen Vorgesetzten und denen, die unter seinem Befehl stehen.“

“A Scout's duty is to be useful and to help others.”

„Die Pflicht eines Pfadfinders ist es, nützlich zu sein und anderen zu helfen.“

“A Scout is a friend to all, and a brother to every other Scout, no matter to what social class the other belongs.”

„Ein Pfadfinder ist ein Freund zu allen und ein Bruder eines jeden Pfadfinders, egal zu welcher gesellschaftlichen Klasse der Andere gehört.“

“A Scout is courteous.”

„Ein Pfadfinder ist höflich.“

“A Scout is a friend to animals.”

„Ein Pfadfinder ist Freund aller Tiere.“

“A Scout obeys orders of his parents, Patrol-leader, or Scout-master without question.”

„Ein Pfadfinder befolgt die Anweisungen seiner Eltern, seines Kornetts oder Pfadfinderleiters ohne Frage.“

“A Scout smiles and whistles under all difficulties.”

„Ein Pfadfinder lächelt und pfeift in allen Schwierigkeiten.“

“A Scout is thrifty.”

„Ein Pfadfinder ist sparsam.“

“A Scout is clean in thought, word and deed.”

„Ein Pfadfinder ist rein in Gedanken, Worten und Taten.“

## Deutsche Urfassung aus dem Pfadfinderbuch von Alexander Lion in der 1. Auflage, 1909
Die Gebote der Pfadfinder
1. Auf die Ehre eines Pfadfinders muss man unerschütterlich bauen können.
2. Ein Pfadfinder ist treu seinem Landesherrn, dem Kaiser, seinem Vaterlande, seinen Vorgesetzten, Lehrern und Brotherrn.
3. Eine Pfadfinderpflicht ist es auch: seinem Mitmenschen nützlich und hilfreich zu sein.
4. Ein Pfadfinder ist ein Freund aller seiner Mitmenschen.
5. Ein Pfadfinder ist höflich.
6. Ein Pfadfinder ist gegen Tiere liebreich.
7. Ein Pfadfinder gehorcht seinem Feldkornett, dessen Stellvertreter (Junker) und dem Feldmeister ohne Widerrede.
8. Ein Pfadfinder ist stets munter und vergnügt.
9. Ein Pfadfinder ist sparsam.[2]

## Das Pfadfindergesetz der Deutschen Pfadfinder*innenschaft Sankt Georg

### Fassung von 1930
gültig bis 1949
1. Auf die Ehre eines Pfadfinders kann man unerschütterlich bauen.
2. Der Pfadfinder ist treu Gott, der Kirche und dem Vaterland.
3. Der Pfadfinder ist hilfsbereit.
4. Der Pfadfinder ist Freund aller Menschen und Bruder aller Pfadfinder.
5. Der Pfadfinder ist höflich und ritterlich.
6. Der Pfadfinder schützt Pflanzen und Tiere.
7. Der Pfadfinder gehorcht ohne Widerrede und tut nichts halb.
8. Der Pfadfinder ist stets guter Laune, auch in Schwierigkeiten.
9. Der Pfadfinder ist sparsam und einfach.
10. Der Pfadfinder ist rein in Gedanken, Worten und Werken.

### Fassung von 1949
gültig bis 1971
1. Auf die Ehre eines Pfadfinders kann man unerschütterlich bauen.
2. Der Pfadfinder ist treu Gott, der Kirche und dem Vaterland.
3. Der Pfadfinder ist hilfsbereit.
4. Der Pfadfinder ist Freund aller Menschen und Bruder aller Pfadfinder.
5. Der Pfadfinder ist höflich und ritterlich.
6. Der Pfadfinder schützt Pflanzen und Tiere.
7. Der Pfadfinder gehorcht aus freiem Willen und macht nichts halb.
8. Der Pfadfinder ist stets guter Laune, auch in Schwierigkeiten.
9. Der Pfadfinder ist sparsam und einfach.
10. Der Pfadfinder ist rein in Gedanken, Worten und Werken.

### „Grundlinien unserer Lebensauffassung“ (Leitlinien) von 1971
Das Pfadfindergesetz der DPSG wurde 1971 durch die vier „Grundlinien unserer Lebensauffassung“, inoffiziell „Leitlinien“ genannt, ersetzt:
1. Leben in Hoffnung (Gen 12,1 EU)
2. Leben in Freiheit (2 Kor 3,17 EU)
3. Leben in Wahrheit (Mt 28,20 EU)
4. Leben in tätiger Solidarität (Gal 6,2 EU)

### Fassung von 2005
Auf diese Fassung entfielen bei einer Mitgliederbefragung die meisten Stimmen. Anschließend wurde sie bei der Bundesversammlung 2005 der DPSG mit der neuen Ordnung beschlossen.
Als Pfadfinderin …/Als Pfadfinder …
- … begegne ich allen Menschen mit Respekt und habe alle Pfadfinder und Pfadfinderinnen als Geschwister.
- … gehe ich zuversichtlich und mit wachen Augen durch die Welt.
- … bin ich höflich und helfe da, wo es notwendig ist.
- … mache ich nichts halb und gebe auch in Schwierigkeiten nicht auf.
- … entwickle ich eine eigene Meinung und stehe für diese ein.
- … sage ich, was ich denke, und tue, was ich sage.
- … lebe ich einfach und umweltbewusst.
- … stehe ich zu meiner Herkunft und zu meinem Glauben.

## Das Regelkonzept des Verbandes Christlicher Pfadfinder*innen
Der Verband Christlicher Pfadfinder*innen (VCP) kennt keine einheitlichen Pfadfinderregeln, sondern verwendet ein flexibles Gerüst von selbstformulierten Gruppenregeln, die sich zwischen den Gruppen unterscheiden können und an veränderte Gruppensituationen angepasst werden sollen. Die Bundesordnung des VCP schlägt die folgenden Inhalte für die Regeln vor, Ergänzungen und Auslassungen sind möglich:
- miteinander planen, arbeiten, spielen – nicht gegeneinander;
- sich nichts aufzwingen lassen – selbst etwas tun;
- nicht alles hinunterschlucken – sagen, was mir nicht passt;
- zusammen etwas tun – allein erreiche ich weniger;
- in der Gruppe mitmachen – nicht am Rand stehen;
- beobachten – nichts ungeprüft hinnehmen;
- neue Wege gehen – nichts für unveränderbar halten;
- mitmachen – nicht andere für sich denken lassen;
- von anderen lernen – nicht auf dem eigenen Standpunkt beharren;
- anderen helfen – nicht nur an sich selbst denken.

Abweichend davon verwenden verschiedene Untergliederungen des VCP feste Pfadfindergesetze. Als Beispiel sei hier das Pfadfindergesetz des VCP Land Rheinland-Pfalz/Saar aufgeführt:
Christliche Pfadfinderinnen und Pfadfinder …
1. … sind aufrichtig in Gedanken, Worten und Taten.
2. … sind zuverlässig und hilfsbereit.
3. … verlieren in Schwierigkeiten nicht den Mut.
4. … schützen die Natur und bewahren die Schöpfung.
5. … leben einfach und können verzichten.
6. … fügen sich aus freiem Willen in die Gemeinschaft ein.
7. … sind kameradschaftlich und treu.
8. … setzen sich für Frieden ein und lösen Streit ohne Gewalt.
9. … nehmen Rücksicht und achten ihre Mitmenschen.
10. … tragen zur Freundschaft aller Pfadfinderinnen und Pfadfinder auf aller Welt bei.

## Die Pfadfinderregeln des Bundes der Pfadfinder*innen (BdP)
- Ich will hilfsbereit und rücksichtsvoll sein.
- Ich will den anderen achten.
- Ich will zur Freundschaft aller Pfadfinderinnen und Pfadfinder beitragen.
- Ich will aufrichtig und zuverlässig sein.
- Ich will kritisch sein und Verantwortung übernehmen.
- Ich will Schwierigkeiten nicht ausweichen.
- Ich will die Natur kennen lernen und helfen, sie zu erhalten.
- Ich will mich beherrschen.
- Ich will dem Frieden dienen und mich für die Gemeinschaft einsetzen, in der ich lebe.[5]

## Die Pfadfindergesetze der Baptistischen Pfadfinderschaft (BPS)
1. Der Pfadfinder spricht die Wahrheit
2. Der Pfadfinder ist treu
3. Der Pfadfinder ist hilfsbereit
4. Der Pfadfinder ist freundlich gegenüber allen Menschen
5. Der Pfadfinder ist höflich und zuvorkommend
6. Der Pfadfinder schützt Pflanzen und Tiere
7. Der Pfadfinder ist gehorsam
8. Der Pfadfinder weicht Schwierigkeiten nicht aus
9. Der Pfadfinder ist genügsam
10. Der Pfadfinder hält sich rein in Gedanken, Worten und Taten[6]

## Die Regeln der Royal Rangers
Ein Royal Ranger ist:
- wachsam: geistig, körperlich und geistlich
- rein: körperlich, in seinen Gedanken und im Reden
- ehrlich: er lügt nicht, betrügt nicht und stiehlt nicht
- tapfer: auch bei Kritik und Gefahr bleibt er tapfer
- treu: seiner Familie, Gemeinde, seinem Stamm und seinen Freunden gegenüber
- höflich: er hat ein gutes Benehmen, ist gütig und rücksichtsvoll
- gehorsam: vor Gott und dem Gewissen, gegenüber Eltern, Leitern und Vorgesetzten
- geistlich: er betet, liest die Bibel und zeugt von Jesus Christus

## Das Pfadfindergesetz im Ring Evangelischer Gemeindepfadfindern (REGP)
Siehe auch: Ring Evangelischer Gemeindepfadfinder (REGP)
Der Pfadfinder richtet sein Leben aus nach seinem Herren Jesus Christus.
1. Der Pfadfinder ist treu und achtet den anderen.
2. Der Pfadfinder spricht die Wahrheit.
3. Der Pfadfinder hilft, wo er kann.
4. Der Pfadfinder ist ein guter Kamerad.
5. Der Pfadfinder ist ritterlich und höflich.
6. Der Pfadfinder schützt Tiere und Pflanzen in ihrem Lebensraum.
7. Der Pfadfinder ordnet sich in die Gemeinschaft ein.
8. Der Pfadfinder ist tapfer, fröhlich und unverzagt.
9. Der Pfadfinder ist genügsam.
10. Der Pfadfinder geht mit dem, was ihm anvertraut ist, verantwortlich um.

## Das Pfadigesetz in der Schweiz

### 1976 Bund Schweizer Pfadfinderinnen (BSP)
- Sei aufrichtig!
- Hilf, wo du kannst!
- Überwinde Schwierigkeiten!
- Wähle und setze Dich ein!
- Sei zuverlässig!
- Schütze die Natur!
- Suche und bringe Freude!
- Verstehe und achte!

### 1976 Schweizerischer Pfadfinderbund (SPB)
- Ein Pfadfinder ist ehrlich gegenüber sich und den anderen.
- Ein Pfadfinder steht zu seinem Glauben und achtet den Glauben anderer.
- Ein Pfadfinder trägt sorge zu Natur und allem Leben.
- Ein Pfadfinder hilft, wo er kann.
- Ein Pfadfinder ist ein guter Kamerad.
- Ein Pfadfinder nimmt sich zusammen.
- Ein Pfadfinder kann sich in die Gemeinschaft einfügen.
- Ein Pfadfinder überwindet Schwierigkeiten mit Humor.
- Ein Pfadfinder kann verzichten.
- Ein Pfadfinder ist bereit, Verantwortung zu tragen.

### Das Aktuelle der Pfadibewegung Schweiz von 1987
Wir Pfadi wollen
- offen und ehrlich sein
- Freude suchen und weitergeben
- unsere Hilfe anbieten
- uns entscheiden und Verantwortung tragen
- andere verstehen und achten
- miteinander teilen
- Sorge tragen zur Natur und allem Leben
- Schwierigkeiten mit Zuversicht begegnen

## Das Pfadfindergesetz der Pfadfinder und Pfadfinderinnen Österreichs
- Der Pfadfinder*Die Pfadfinderin ist treu und hilft wo er*sie kann.
- Der Pfadfinder*Die Pfadfinderin achtet alle Menschen und sucht sie zu verstehen.
- Der Pfadfinder*Die Pfadfinderin sucht den Weg zu Gott.
- Der Pfadfinder*Die Pfadfinderin überlegt, entscheidet sich und handelt danach.
- Der Pfadfinder*Die Pfadfinderin lebt einfach und schützt die Natur.
- Der Pfadfinder*Die Pfadfinderin ist fröhlich und unverzagt.
- Der Pfadfinder*Die Pfadfinderin nützt seine*ihre Fähigkeiten.
- Der Pfadfinder*Die Pfadfinderin führt ein gesundes Leben.[7]

## Das Pfadfindergesetz der Christlichen Pfadfinderschaft Deutschlands
Präambel: Der Christliche Pfadfinder richtet sein Leben aus nach seinem Herrn Jesus Christus.
1. Der Pfadfinder ist treu und achtet den anderen.
2. Der Pfadfinder spricht die Wahrheit.
3. Der Pfadfinder hilft, wo er kann.
4. Der Pfadfinder ist ein guter Kamerad.
5. Der Pfadfinder ist ritterlich und höflich.
6. Der Pfadfinder schützt die Natur.
7. Der Pfadfinder ordnet sich ein.
8. Der Pfadfinder ist tapfer, fröhlich und unverzagt.
9. Der Pfadfinder ist genügsam.
10. Der Pfadfinder geht mit sich und mit dem, was ihm anvertraut ist, verantwortlich um.

## Das Pfadfindergesetz des Deutschen Pfadfinderbundes
1. Der Pfadfinder ist zuverlässig und steht zu seinem Wort.
2. Der Pfadfinder achtet die, die ihn führen und die er führt. Er erfüllt seine Pflicht gegenüber seiner Familie und seinem Vaterland und bekennt sich zu seinem Glauben.
3. Der Pfadfinder ist hilfsbereit und einsatzfreudig.
4. Der Pfadfinder bekennt sich zu der Bruderschaft aller Pfadfinder der Welt. Er achtet alle Menschen ohne Unterschied von Rasse, Nation, Religion und Weltanschauung.
5. Der Pfadfinder ist höflich und freundlich gegen jedermann.
6. Der Pfadfinder schont und schützt nach besten Kräften alles Leben.
7. Der Pfadfinder handelt überlegt und selbstbeherrscht.
8. Der Pfadfinder ist einsichtsvoll.
9. Der Pfadfinder ist maßvoll und sparsam.
10. Der Pfadfinder ist anständig in Wort und Tat.[8]

## Die Pfadfinderregeln des Deutschen Pfadfinder*innenbunds Mosaik
1. Ich bin bereit, in der und für die Gemeinschaft Verantwortung zu übernehmen und Pflichten zu tragen.
2. Ich will zuverlässig sein und zu meinem Wort stehen.
3. Ich will hilfsbereit sein und für andere eintreten.
4. Ich will zur Freundschaft aller Pfadfinder und zum guten Miteinander aller Menschen beitragen.
5. Ich will Rücksicht nehmen und verständnisvoll sein.
6. Ich trage zum Schutz und zur Erhaltung der Natur bei.
7. Ich setze mich kritisch mit mir und mit meiner Umwelt auseinander.
8. Ich will zuversichtlich sein.
9. Ich bemühe mich, einfach und bewusst zu leben.
10. Ich will offen für neue Wege sein.[9]

## Die Pfadfinderregeln der Heliand-Pfadfinderschaft
1. Ich will die Botschaft von Jesus Christus kennenlernen.
2. Ich will dort helfen, wo ich gebraucht werde.
3. Ich will jedem Pfadfinder freundschaftlich begegnen.
4. Ich will zu allen Menschen herzlich sein.
5. Ich will Mühe und Eigentum anderer achten.
6. Ich will selbständig und pflichtbewusst sein.
7. Ich will zu meinem Wort stehen.
8. Ich will nie aufhören zu lernen.
9. Ich will einfaches Leben und Selbstbeherrschung üben.
10. Ich will ein Freund der Natur sein.

## Das AP-Scout-Gesetz der AP-Scouts
Ein AP-Scout ist
- hilfsbereit
- aufrichtig
- zuverlässig
- arbeitsfreudig
- ehrlich
- kameradschaftlich und treu.

Er schützt die Natur, steht zu seinem Glauben und achtet den Glauben anderer, ehrt seine Familie, und hält sich rein im Denken, Reden und Tun.

## Das Pfadfindergesetz der Union Internationale des Guides et Scouts d’Europe (UIGSE)
Die folgende Formulierung ist für alle deutschsprachigen Mitgliedsverbände der UIGSE verbindlich (Evangelische Pfadfinderschaft Europas, Katholische Pfadfinderschaft Europas, Katholische Pfadfinderschaft Europas – Österreich, Schweizerische Pfadfinderschaft Europas). Neben der unten angegebenen „männlichen“ Version gibt es eine leicht abweichende Formulierung für die Pfadfinderinnen.
1. Die Ehre des Pfadfinders besteht darin, Vertrauen zu verdienen.
2. Der Pfadfinder ist treu und setzt sich ein für sein Land, seine Eltern, seine Feldmeister und alle, die ihm anvertraut sind.
3. Der Pfadfinder dient seinem Nächsten und begleitet ihn auf dem Weg zu Gott.
4. Der Pfadfinder ist Freund aller Menschen und Bruder aller Pfadfinder.
5. Der Pfadfinder ist höflich und ritterlich.
6. Der Pfadfinder sieht in der Natur das Werk Gottes: Er liebt Pflanzen und Tiere.
7. Der Pfadfinder gehorcht aus freiem Willen und macht nichts halb.
8. Der Pfadfinder beherrscht sich; er lacht und singt in Schwierigkeiten.
9. Der Pfadfinder ist sparsam und einfach und behandelt fremdes Gut sorgfältig.
10. Der Pfadfinder ist rein in Gedanken, Worten und Werken.[10]

Ähnliche Formulierungen werden auch von anderen Verbänden der Europapfadfinder verwendet, die ihre Wurzeln in der UIGSE oder ihrem Vorläufer FSE haben.

## Das Pfadfindergesetz des Bund Deutscher Pfadfinder (BDP)
Fassung von 1952
- Auf die Ehre eines Pfadfinders kann man unerschütterlich bauen.
- Der Pfadfinder ist treu und zuverlässig.
- Der Pfadfinder ist hilfsbereit.
- Der Pfadfinder ist Bruder aller Pfadfinder und Freund aller Menschen.
- Der Pfadfinder ist duldsam und ritterlich.
- Der Pfadfinder schützt Pflanzen und Tiere.
- Der Pfadfinder weiß sich einzuordnen.
- Der Pfadfinder ist immer frohen Mutes.
- Der Pfadfinder ist einfach und sparsam.
- Der Pfadfinder ist rein in Gedanken, Worten und Taten.[11]

## Die Pfadfindergesetze des Pfadfinderbundes Weltenbummler (PbW)
1. Ein Pfadfinder ist zuverlässig.
2. Ein Pfadfinder ist treu und gottesfürchtig.
3. Ein Pfadfinder ist jederzeit hilfsbereit.
4. Ein Pfadfinder ist Bruder aller Pfadfinder und Pfadfinderinnen der Welt und Freund aller Menschen.
5. Ein Pfadfinder ist ritterlich.
6. Ein Pfadfinder schützt Pflanzen und Tiere.
7. Ein Pfadfinder gehorcht aus freiem Willen.
8. Ein Pfadfinder ist immer frohen Mutes.
9. Ein Pfadfinder ist einfach und sparsam.
10. Ein Pfadfinder ist rein in Gedanken, Worten und Werken.

## Die Pfadfinderregeln des Ringes Evangelischer Gemeindepfadfinder
Der Pfadfinder richtet sein Leben aus nach seinem Herrn Jesus Christus.
1. Der Pfadfinder ist treu und achtet den anderen.
2. Der Pfadfinder spricht die Wahrheit.
3. Der Pfadfinder hilft, wo er kann.
4. Der Pfadfinder ist ein guter Kamerad.
5. Der Pfadfinder ist ritterlich und höflich.
6. Der Pfadfinder schützt Tiere und Pflanzen in ihrem Lebensraum.
7. Der Pfadfinder ordnet sich in die Gemeinschaft ein.
8. Der Pfadfinder ist tapfer, fröhlich und unverzagt.
9. Der Pfadfinder ist genügsam.
10. Der Pfadfinder geht mit dem, was ihm anvertraut ist, verantwortlich um.

## Die Pfadfinderregeln der Christlichen Pfadfinder der Adventjugend (CPA)
1. Auf mich als PfadfinderIn ist immer Verlass.
Wenn ich mein Wort gebe, dann handle ich auch danach.
2. Als PfadfinderIn stehe ich zu meiner Gruppe.
Ich gehe mit meiner Gruppe durch dick und dünn. Alle Schwierigkeiten werden wir als Gruppe gemeinsam meistern.
3. Als PfadfinderIn helfe ich allen Menschen, die meine Hilfe brauchen.
Jeden Tag möchte ich dazu beitragen, dass es meinen Mitmenschen gut geht. Für meine Hilfe erwarte ich keine Belohnung.
4. Als PfadfinderIn teile ich und bin bereit, abzugeben und zu verzichten.
Ich fühle mich beschenkt. Deshalb möchte ich auch an meine Mitmenschen denken.
5. Als PfadfinderIn behandle ich jeden Menschen mit Wertschätzung und Höflichkeit.
Im Umgang mit meinen Mitmenschen bin ich freundlich, dankbar und positiv. Ich benutze keine Schimpfwörter und Beleidigungen und wende keine Gewalt in jeglicher Form an. Ich möchte in Konflikten respektvoll und lösungsorientiert handeln.
6. Als PfadfinderIn schütze ich Natur, Tiere und Pflanzen.
Ich achte darauf, die Tier- und Pflanzenwelt zu bewahren, und möchte wenig zur Zerstörung und Verletzung der Natur beitragen. Deshalb will ich bewusst schonend mit den Ressourcen dieser Erde umgehen.
7. Als PfadfinderIn ehre ich Gott.
Gott liebt mich und will das Beste für mich. Deshalb vertraue ich ihm und orientiere mich an der Bibel. Unabhängig von meiner persönlichen Glaubenseinstellung behandle ich Andersgläubige und ihren Glauben respektvoll.
8. Als PfadfinderIn denke ich positiv und lasse mich nicht entmutigen.
Alle Aufgaben, die ich zu verrichten habe, erfülle ich mit größter Sorgfalt, auch wenn es manchmal anstrengend und mühsam ist. Ich lasse mich gerne herausfordern.
9. Als PfadfinderIn gehe ich verantwortungsvoll mit mir um.
Ich achte auch meine Gesundheit und meide das, was mir schadet. Ich möchte mich unter anderem gesund ernähren, ausreichend bewegen und schlafen, auf Drogen, Alkohol und Tabak verzichten und verantwortungsvoll mit Medien umgehen.
10. Als PfadfinderIn handle ich respektvoll.
Ich gehe behutsam mit Menschen und mit eigenen und mir anvertrauten Dingen um. Sollte ich einmal versagen, stehe ich dazu und trage die möglichen Konsequenzen.[12]